# Claudius Sava
Claudius Sava (* November 1951; † 1. Januar 2011) war ein rumänischer Fußballspieler.

## Sportlicher Werdegang
Sava spielte in den 1970er und 1980er Jahren für den CS Târgovişte, als der Verein seine bis dato erfolgreichste Zeit der Vereinsgeschichte erlebte. 1977 stieg er mit dem Klub aus der Divizia B in die Divizia A auf. Dort gelang an der Seite von Spielern wie Narcis Coman, Florin Grigore und Gheorghe Tătaru in der Spielzeit 1978/79 mit dem siebten Tabellenplatz das beste Ergebnis. Später spielte er noch bei Sportul Studențesc.